# Municipio de Valle de Juárez
El municipio de Valle de Juárez es un municipio de la Región Sureste del estado de Jalisco, México. Su cabecera es la localidad de Valle de Juárez. Según el XII censo de población El municipio tiene 5.218 habitantes. Su extensión territorial es de 91.38 km². Recibe su nombre en honor al Benemérito de las Américas, Benito Juárez. Es conocido por su gastronomía y sus particulares tradiciones. Su principal actividad económica es la agricultura y ganadería.

## Toponimia
En 1895 se erigió como municipio con el nombre de Valle de Mazamitla. En 1911 adoptó el nombre de Valle de Juárez, en honor a Benito Juárez.

## Historia
Primitivamente habitaron el lugar los tarascos. El poblado, con el nombre de Tequesquite, estuvo en un principio al norte de su actual asiento (aproximadamente 1,500 metros). Al pie del cerro denominado en Picacho y en la unión de los ríos Paso Ancho y Toledano. Allí moraban las familias Ávila y Martínez. En donde ahora se halla el pueblo había tan solo tres jacales. En los barrancos crecía la dominguilla, o zacate, y llamaban al lugar La Loma. En 1521 pasaron por aquí los conquistadores españoles capitaneados por Cristóbal de Olid, enviado por Hernán Cortés a la conquista del reino de Colima. Ya para 1522 este pueblo quedó subyugado por Olid, Juan Álvarez Chico y González Sandoval. Hacia 1885 Pascual Contreras comenzó a edificar algunas casas en La Loma, mudándose entonces los moradores de El Tequestquite. Se denominó al pequeño núcleo de población Valle de Manantial. El 16 de marzo de 1894, Juan Contreras y Herculano Zepeda pidieron al Congreso del estado la erección del municipio, la cual se aprobó el 9 de abril de 1894 mediante decreto número 656, siendo gobernador de Jalisco, Luis del Carmen Curiel. En 1825 perteneció al 4° cantón de Sayula y a partir de 1890 al 9° cantón de Ciudad Guzmán. El 9 de noviembre de 1910 el presidente municipal, José María Rodríguez solicitó al Congreso de Jalisco que le fuera cambiado el nombre al poblado y se le adjudicara el que actualmente lleva, en memoria del Benemérito de las Américas. El 2 de marzo de 1911 en decreto número 1382 se le cambió el nombre, siendo gobernador de Jalisco, Manuel Cuesta Gallardo.

## Geografía física

### Ubicación
El municipio de Valle de Juárez se localiza al sureste del estado de Jalisco, sus coordenadas extremas son: 19° 52′ 30″ a 20°0′0″ de latitud norte y de 102° 49′ 45″ a 102°53′45″ de longitud oeste; a una altitud de 2,800 metros sobre el nivel del mar.
El municipio colinda al norte con el estado de Michoacán; al este con el estado de Michoacán y el municipio de Quitupan; al sur con los municipios de Quitupan y Santa María del Oro; al oeste con los municipios de Tamazula de Gordiano, Mazamitla y el estado de Michoacán.

### Orografía
La mitad de su superficie está conformado por zonas planas (50 %), la otra mitad se divide en zonas semiplanas (26 %), formadas por lomas y laderas cubiertas generalmente por pastos y vegetación baja de espino y, zonas accidentadas (24 %), formadas por cerros con bosques. Su topografía desciende de los 2,800 a los 2000 metros sobre el nivel del mar.

#### Suelo
El territorio está constituido por terrenos del período cuaternario. La composición de los suelos es de tipos predominantes feozem háplico y vértico, cambisol crómico, vertisol pélico y andosol. El municipio tiene una superficie territorial de 55,023 hectáreas, de las cuales 18,570 son utilizadas con fines agrícolas, 22,088 en la actividad pecuaria, 7,179 son de uso forestal, 390 son suelo urbano y 5,948 hectáreas tienen otro uso, no especificándose el uso de 848. En lo que a la propiedad se refiere, una extensión de 37,756 hectáreas es privada y otra de 16,419 es ejidal; no existiendo propiedad comunal. De 848 hectáreas no se especifica el tipo de propiedad.

### Hidrografía
Este municipio pertenece a la cuenca Pacífico-Centro, subcuenca río de la Pasión y Grande o de Tecalpalipe. Sus ríos son: El pie de Puerto y Antiparra; los arroyos: Barranca de Agua Fría, Barranca de Manzanillo, La Fábrica, De la Cruz, Las Pilas, De la Era, El Charando, Las Lagunas, El Fobelano, Pie de Puerco y Los Gonzáles; las lagunas del Alto; los manantiales: El Sirino, Agua Caliente, Ruidosa y El Manzano, y la presa Vicente Villaseñor.

### Clima
El clima es semiseco, invierno y primavera secos, y semicálido, con estación invernal bien definida. La temperatura media anual es de 16.4 °C, con máxima de 25.7 °C y mínima de 7 °C. El régimen de lluvias se registra en el verano y el otoño, contando con una precipitación media que va de 563 a 1,100 milímetros. El promedio anual de días con heladas es de 25. Los vientos dominantes son en dirección del este, excepto en el mes de enero que cambia en dirección del norte.

### Flora y fauna

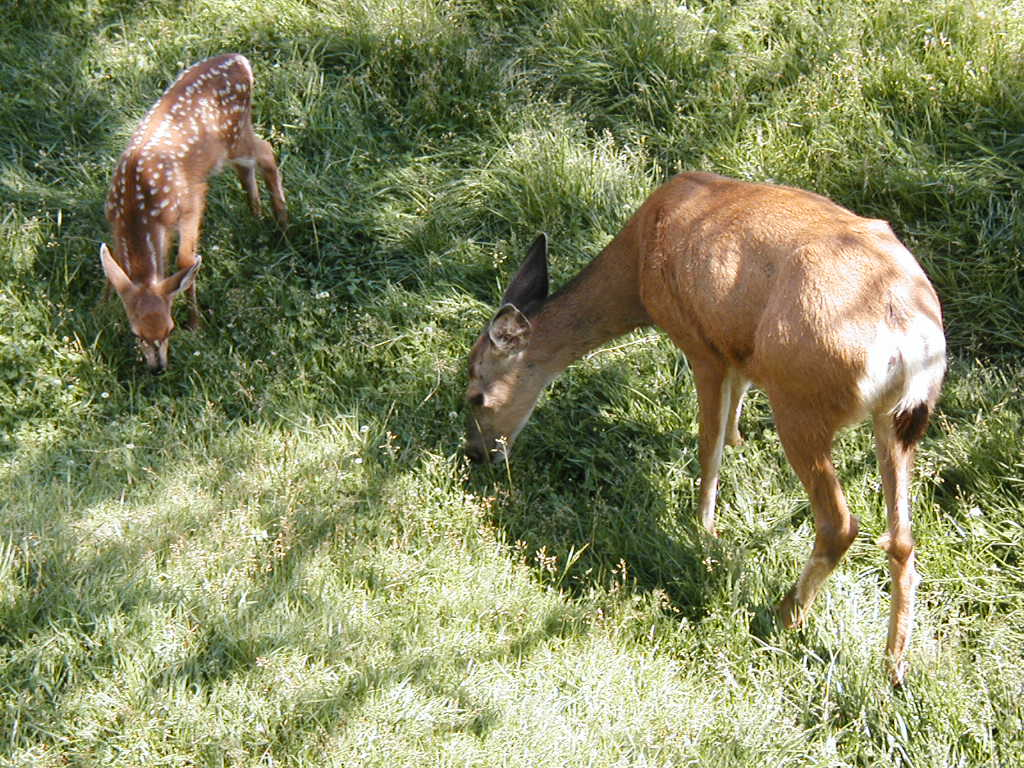
El venado habita en el municipio.

En las partes más altas, su vegetación se compone básicamente de pino, encino, madroño, pinabeto y oyamel. En algunas lomas y barranquillas hay huizache, palo dulce, granjeno, Tepame, limoncillo, fresno, acebuche, tepehuaje, uña de gato, capulín blanco, sauco magueye, nopal y más.
El venado, el coyote, el conejo, la liebre, la ardilla, el zorrillo, el armadillo, tlacuache, el tejón, reptiles, güilota, tarengo, cenzontle, conguita, sito pulgo, sito real, sito zacatero, la zancona, los toritos, jilguero, furtalana, saltaparedes, colibrí, huitlacoche, pitirrin, tifio, cuervo, zopilote, aguilillas, gavilanes, pájaro azul, cherre, carpintero paloma, gallaretas, tordos y diversas aves que habitan esta región.

## Demografía

### Localidades
En el censo de 2020 el municipio de Valle de Juárez contaba con 37 localidades.
| Código INEGI      | Localidad         | Población (2020) |
| ----------------- | ----------------- | ---------------- |
| 141120001         | Valle de Juárez   | 4 418            |
| Otras localidades | Otras localidades | 1 733            |
| Total municipal   | Total municipal   | 6 151            |

## Economía
El 35.99 % de la localidad se dedica al sector primario, el 21.36 % al sector secundario, el 39.21 % al sector terciario y el resto no se específica. El 41.72 % se encuentra económicamente activa. Las principales actividades económicas son: agricultura, ganadería, minería, silvicultura, industria, comercio y transporte.
- Agricultura: se cultiva maíz, garbanzo, cebada, avena, aguacate y durazno.

- Pesca: se captura carpa.

- Ganadería: se cría ganado bovino, porcino, ovino y equino. Además de aves y colmenas.

- Industria: La principal rama es la manufacturera.

- Explotación forestal: se explota principalmente el pino para la fabricación de papel.

- Turismo: cuenta con atractivos naturales como son: los paisajes del Cerro del Chacal y Cerro Alto y la Presa Vicente Villaseñor.

- Comercio: Predomina la venta de productos de primera necesidad y los comercios mixtos que venden artículos diversos.

- Servicios: se prestan servicios financieros, técnicos, comunales, sociales, personales, turísticos y de mantenimiento.

## Infraestructura
- Educación

El 87,09 % de la población es alfabeta, de los cuales el 31,97 % ha terminado la educación primaria. El municipio cuenta con 7 preescolares, 11 primarias, 2 secundarias Y 2 preparatorias; además de 1 escuela de educación especial.
- Salud

La atención a la salud es atendida por la Secretaría de Salud, el Instituto Mexicano del Seguro Social y por médicos particulares. El Sistema para el Desarrollo Integral de la Familia (DIF) se encarga del bienestar social.
- Deporte

Cuenta con centros deportivos, en los que se practica: fútbol (balompié), voleibol, baloncesto (basquetbol) y atletismo. Además cuenta con centro culturales, plazas, parques, jardines, biblioteca, cine, centro social y centros recreativos
- Vivienda

Cuenta con 1.439 viviendas, las cuales generalmente son privadas. El 96,59 % tiene servicio de electricidad, el 88,19 % tiene servicio de drenaje y agua potable. Su construcción es generalmente a base de teja, ladrillo y/o tabique.
- Servicios

El municipio cuenta con servicios de agua potable, alcantarillado, alumbrado público, mercados, rastro, cementerios, vialidad, aseo público, seguridad pública y tránsito, parques, jardines y centros deportivos.
El 89,9 % de los habitantes disponen de agua potable; el 86,2 % de alcantarillado y el 94,9 % de energía eléctrica.
- Medios y vías de comunicación

Cuenta con correo, telégrafo, teléfono, y servicio de radiotelefonía. El transporte se efectúa a través de la carretera Guadalajara-Tuxcueca-Mazamitla-Valle de Juárez. Cuenta con una red de carreteras rurales que comunican las localidades. El transporte se realiza en autobuses públicos o vehículos de alquiler y particulares.

## Demografía
Según el censo del año 2000, el municipio tiene 5758 habitantes, de los cuales 2.752 son hombres y 3.006 mujeres; el 0,4 % de la población son indígenas
| 6159                       | 5505 | 5758 | 5218 |
| (Fuente: [cita requerida]) |      |      |      |

### Religión
El 75,69 % profesa la religión católica; sin embargo, también hay creyentes de los Testigos de Jehová, Adventistas del Séptimo Día y otras doctrinas. El 1,28 % de los habitantes ostentaron no practicar religión alguna, además cuenta con un grupo sectorial masónico.

## Cultura

### Sitios de interés
- Corredor turístico de la Sierra del Tigre: posee un altitud entre 2,200 a 2,800 metros sobre el nivel del mar, se pueden apreciar con zonas naturales bosque de pino y encino.

- Parroquia de San Pascual: data del siglo XIX, se localiza en la zona centro de la cabecera municipal.

- Plaza principal: se localiza en el centro histórico.

- Presa Vicente Villaseñor: se encuentra junto a la cabecera municipal se captura bagre y carpa.

### Fiestas
- San Pascual Bailón. Del 9 al 17 de mayo.
- Día de la Bandera. Se festeja el 24 de febrero.
- Fiestas Patrias. Se realizan el 16 de septiembre.
- Erección municipal. Se conmemora el 2 de abril.
- Fiestas religiosas: se realizan el 8 de diciembre.

## Gobierno
Su forma de gobierno es democrática y depende del gobierno estatal y federal; se realizan elecciones cada 3 años, en donde se elige al presidente municipal y su gabinete. El presidente municipal es José Luis Rodríguez Barragán , militante del PAN , el cual fue elegido en las elecciones del 7 de junio del 2024.

### Política
A pesar de que existen varios partidos políticos en Valle de Juárez activamente participan 2 el PRI (Partido Revolucionario Institucional) y el PAN (Partido Acción Nacional) estos dos partidos son quienes generalmente se discuten la presidencia municipal. (Cita requerida)